# Ежен Симон
Ежен Луї Симон (30 квітня 1848 , Париж  — 17 листопада 1924 , Париж ) — французький натураліст, що займався вивченням павуків та колібрі. Він є, наразі, описавши понад 4000 видів павуків, найпліднішим їх таксономістом в історії.

## Праця над павуками
Найвизначнішою його працею була «Histoire Naturelle des Araignées» (1892—1903), енциклопедична розробка родів павуків світу. Вона вийшла у двох томах по понад 1000 сторінок кожен зі стількома ж малюнками Симона. Працюючи в Національному музеї природознавства в Парижі, Симону знадобилося 11 років, щоб завершити цю роботу, водночас працюючи над розробкою таксономічної схеми, яка охоплювала б відомі таксони. Симон описав загалом 4650 видів павуків, і станом на 2013 рік близько 3790 видів з них все ще вважаються дійсними. Міжнародне товариство арахнологів вручає нагороду Симона за життєві досягнення.
На його честь названо викопний вид павуків часів еоцену Cenotextricella simoni.

## Праця над птахами
Симон також цікавився колібрі. Він описав кілька їх видів і рас, а також створив роди Anopetia, Stephanoxis, Haplophaedia і Taphrolesbia. Він є вшанований назвою раси simoni колібрі-шаблекрила вилохвостого (Eupetomena macroura). Його основоположною роботою про колібрі стала Histoire Naturelle des Trochilidae, що вийшла у 1921 році.

## Праця над рослинами
Внесок Симона у ботаніку був незначним, в порівнянні з його науковим доробком загалом. Для позначення його, як автора під час цитування ботанічної назви використовується стандартне скорочення Simon, що важливо аби не плутати його внесок з внеском французького натураліста Ежена Ернеста Симона (1871—1967), скорочення E.Simon.